# Сан-Каллісто
Сан-Каллісто (італ. Chiesa di San Callisto) — невелика титулярна церква у районі Рима Трастевере. Прилягає до невеликої площі з церквою Санта Марія ін Трастевере. Носить ім'я святого папи мученика Калікста I.

## Історія будівлі

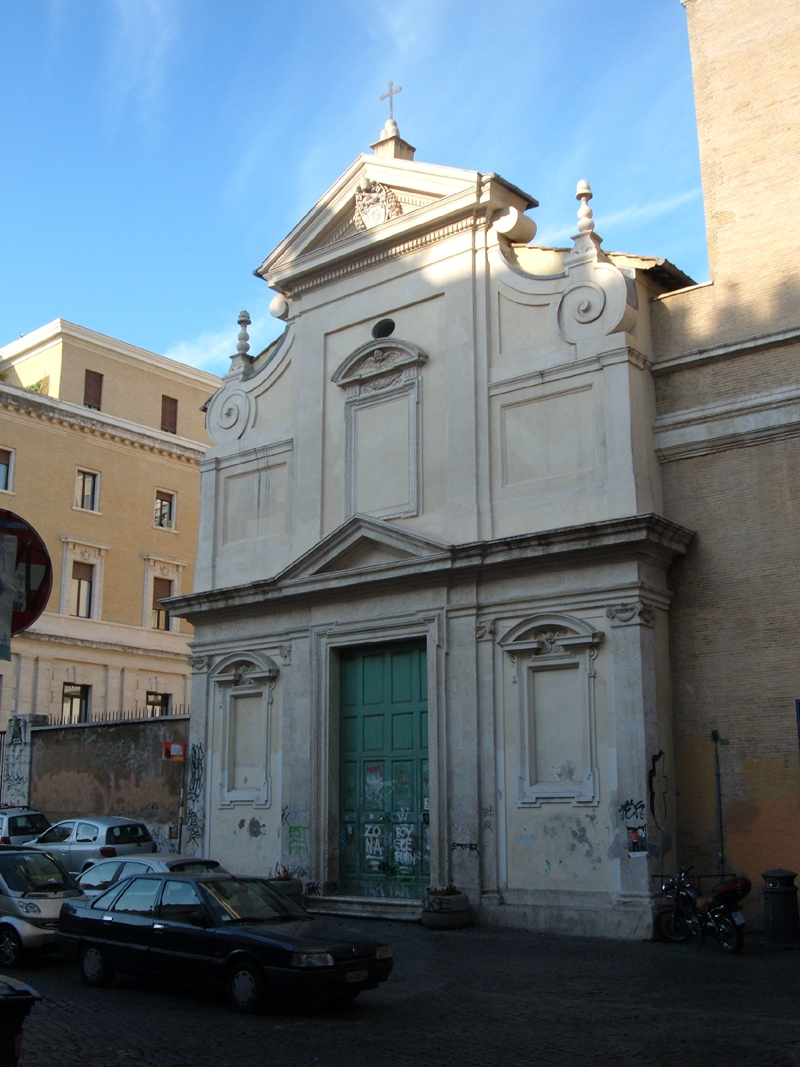
Фасад церкви Сан Каллісто

Сучасна барокова будівля церкви Сан Каллісто побудована у 1610 році за проектом Ораціо Торріані. Місце і споруда церкви пов'язані з мучеництвом святого папи Калікста I. Джузеппе Вазі так описав це місце у 1761 році:
| «На цьому місці знаходився будинок римського патриція Понтіануса, де у часи переслідувань церкви святий Папа (Калікст) з іншими християнами часто шукав притулку для молитви, хрещення і для навернення невіруючих. Після того як святого схопили та сильно побили, кинуто його з каменем на шиї у криницю, що була на території будинку, і яка ще існує і досі у церкві. Церква перебудована у 761 році папою Григорієм III, і яка до цього часу швидше виглядає на каплицю, ніж на церкву. Павло V передав її бенедиктинцям, разом з палаццо, який збудував кардинал Мороне за планами Ораціо Торріджіані. Вони (бенедиктинці) облаштували монастир, щоби там жити, якщо вже не було місця у Церкві святого Павла за мурами. Ця будівля також було запасною для монастиря на Квіриналі, яким вони володіли, там де зараз знаходиться папський палац.[1]" |

## Особливості архітектури
Сан Каллісто однонавова будівля без вежі і купола. Портал церкви повернутий на схід і відображає формами класичний фасад римського бароко.

## Титулярна Церква
На кардинальській консисторії 18 лютого 2012 року папа Бенедикт XVI надав нідерландському кардиналу, архієпископу Утрехтському, примасу Нідерландів - Віллему Ейку сан кардинала-пресвітера з титулом римської церкви Сан Каллісто.